# Schloss Güstrow

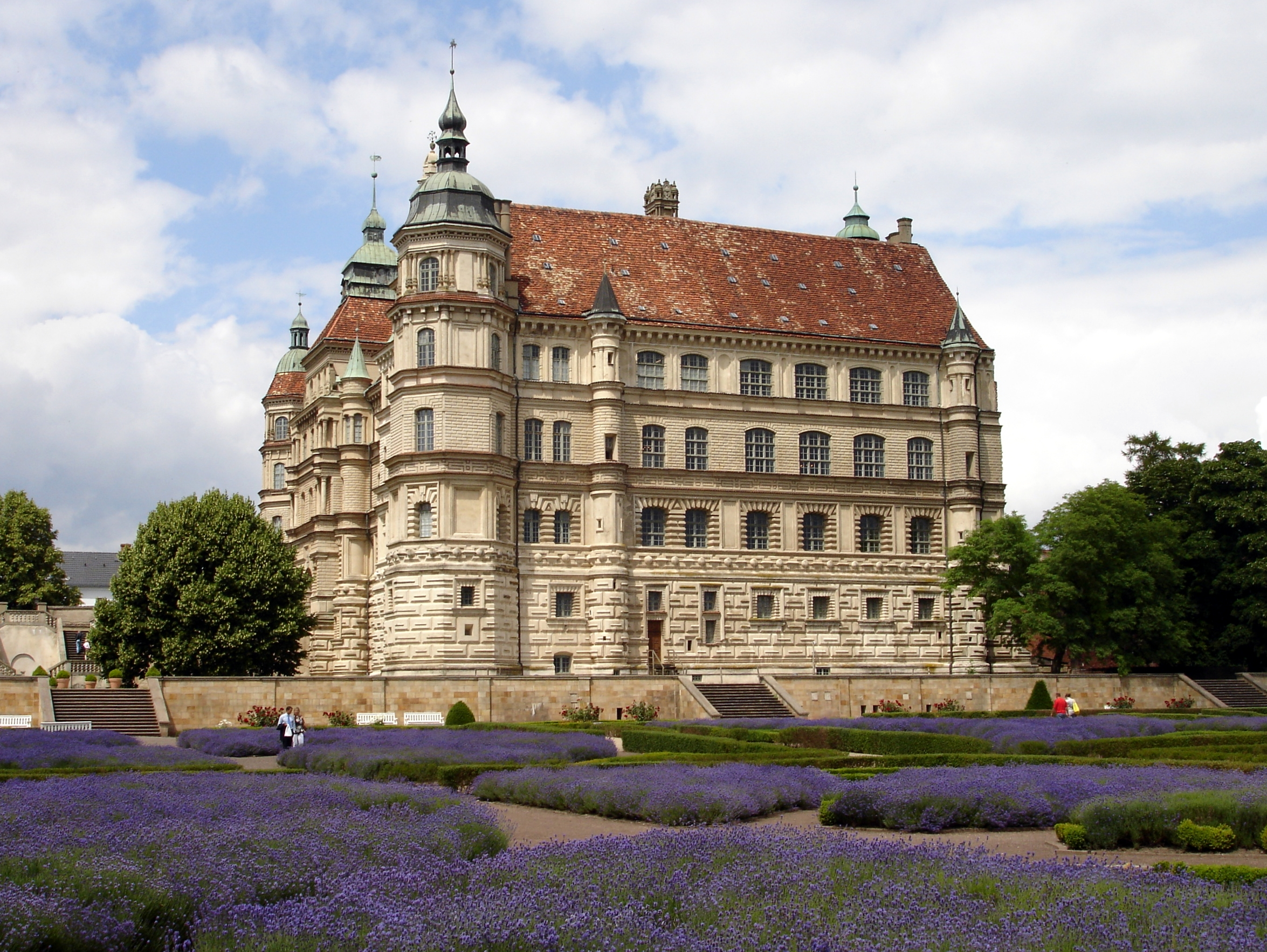
Das Güstrower Schloss

Das Schloss Güstrow liegt in der Stadt Güstrow südlich von Rostock in Mecklenburg-Vorpommern. Es war neben dem Schweriner Schloss die zweite Hauptresidenz der Mecklenburger Herzöge im 16. und 17. Jahrhundert. 
Schloss Güstrow gilt als eines der bedeutendsten Renaissancebauwerke Norddeutschlands und ist – anders als das im 19. Jahrhundert historistisch veränderte Schweriner Schloss – weitgehend im Originalzustand erhalten. Es gehörte neben dem Schloss Ludwigslust und dem zerstörten Schloss Neustrelitz zu den wichtigsten Residenzbauten des Landes. 

## Geschichte

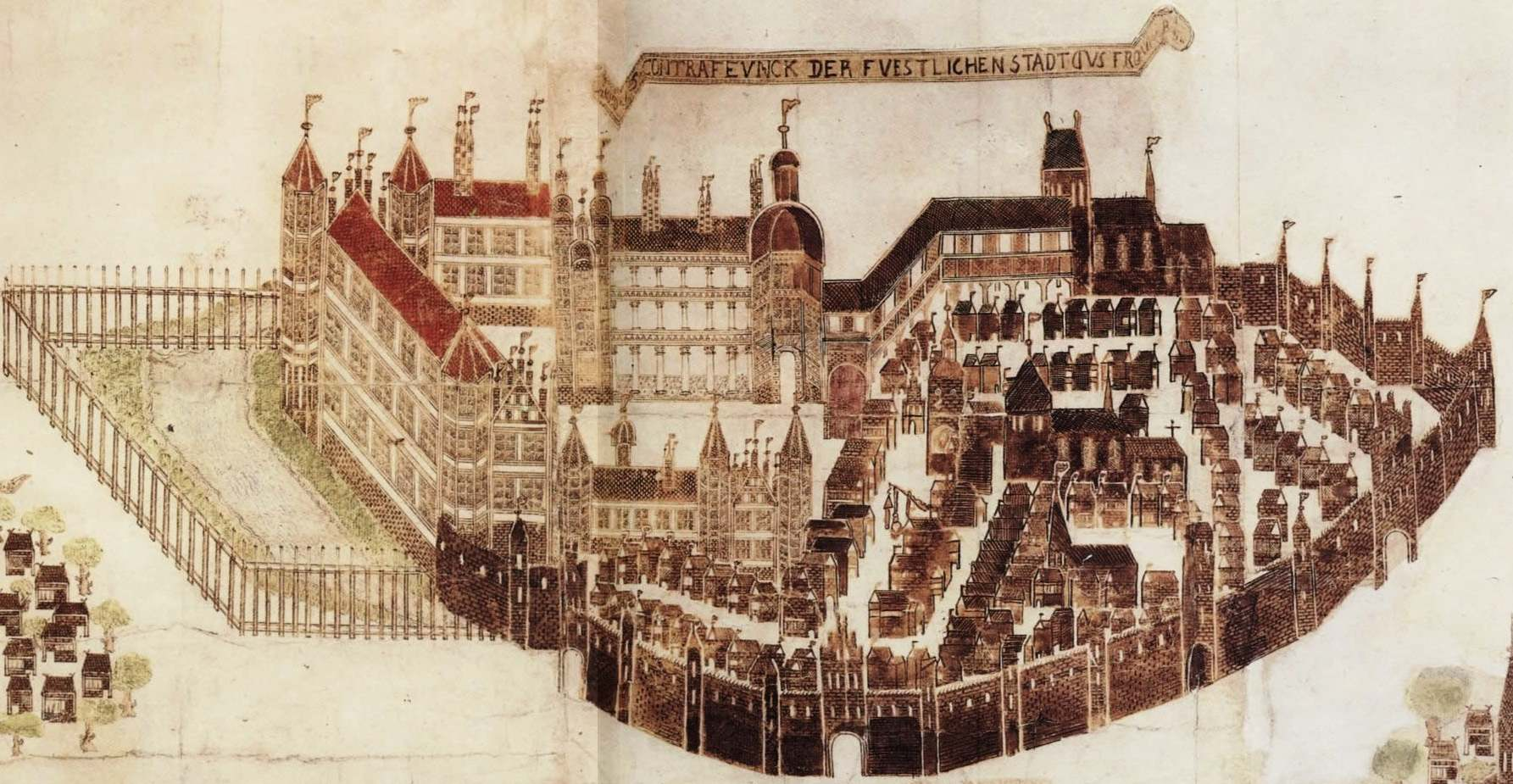
Stadt und Schloss Güstrow im 16. Jahrhundert auf der Vicke-Schorler-Rolle (älteste Abbildung). Hervorhebenswert ist der Verbindungsgang zum Dom.

Raumorganisation im 1. Obergeschoss (um 1558)

An Stelle des heutigen Schlosses existierte bereits eine slawische Burganlage. Im Jahr 1307 wurde erstmals eine Burg der Fürsten von Werle erwähnt. Mit dem Aussterben der Fürsten von Werle kam die Burg 1436 in den Besitz der Herzöge von Mecklenburg aus dem Geschlecht der Obodriten und wurde deren zweiter Wohnsitz. 
Eine Herrschaftsteilung von Mecklenburg in einen – nach der jeweiligen Hauptresidenz benannten – Schweriner und einen Güstrower Landesteil existierte mit einigen Unterbrechungen seit dem Tod Heinrich des Dicken 1477 und nochmals nach dem Tod von Magnus II. 1520. Das Schweriner Gebiet beanspruchte dabei traditionell die westlichen, das Güstrower die östlichen Teile der zum mecklenburgischen Territorium gehörenden Lande. Reichsrechtlich blieb das Herzogtum Mecklenburg jedoch weiterhin ein ungeteiltes Fahnlehen der Obodriten, die innere Aufteilung in Teilfürstentümer hatte insoweit nur private Geltung, ähnlich wie bei anderen Herzogtümern des Reiches.
Zu einem regionalen Zentrum der Renaissancekultur wurde der Ort aber erst, nachdem erneute Teilungen des Mecklenburger Herzogtums 1547 und 1552 unter die beiden Brüder Herzog Johann Albrecht I. und Herzog Ulrich die Einrichtung einer zweiten fürstlichen Hofhaltung notwendig gemacht hatten. In Güstrow regierte nun Herzog Ulrich von Mecklenburg, während die Linie seines Bruders in Schwerin ihre Residenz ausbaute. Herzog Johann Albrecht hatte mit dem Schweriner Schloss und mit dem Fürstenhof in Wismar bereits seit den frühen 1550er Jahren die Formen der italienischen Renaissance in der Region eingeführt.
Im Jahr 1557 brannte der Südflügel der Güstrower Burg ab und bot so Herzog Ulrich die Gelegenheit, die alte Burg dem Rang ihres Besitzers entsprechend prächtig auszubauen. Für den Güstrower Neubau wurde der italienischstämmige Architekt Franziskus Pahr (auch Parr) (gest. 1580) aus Schlesien verpflichtet, der dort an dem von seiner Familie geleiteten Ausbau des Renaissanceschlosses in Brieg (heute Brzeg) gearbeitet hatte. Ab 1558 entstand der Eingangsflügel auf der Westseite und die westliche Hälfte des zum Garten ausgerichteten Südflügels, und um 1565 war der Rohbau vollendet. Damals gab Franziskus Pahr die Bauleitung ab und trat in die Dienste des schwedischen Königs, um das Schloss Uppsala wieder aufzubauen; sein Bruder, der Bildhauer und Stuckateur Christoph Pahr (Parr) arbeitete aber noch bis 1570 in Güstrow, bevor auch er in schwedische Dienste trat. Die älteste Abbildung des Schlosses von 1585 findet sich auf der Vicke-Schorler-Rolle im Archiv der Hansestadt Rostock.
Nach zeitweiliger Vertreibung des obodritischen Herrschergeschlechtes während des Dreißigjährigen Krieges residierte von 1628 bis 1630 der kaiserliche Generalissimus Albrecht von Wallenstein als mecklenburgischer Herzog im Güstrower Schloss, sofern er nicht auf Feldzügen unterwegs war. Im Jahr 1631, nach Wallensteins Sturz, zog der geflüchtete Güstrower Herzog Johann Albrecht wieder in seine Residenz Güstrow ein.
1621 entstand die Linie der Herzöge von Mecklenburg-Güstrow, die erstmals auch reichsrechtlich die Anerkennung ihres Teilfürstentums als eigenständiges Herzogtum mit Sitz und Stimme auf den Reichstagen erhielt. Nach ihrem Aussterben im Jahr 1695 kam Güstrow an die in Schwerin residierende Linie, wurde deren Nebenresidenz und Wohnsitz der Kurtisanen des Hofes. Das Schloss wurde jedoch kaum noch genutzt und begann zu verfallen. Durch den Hamburger Vergleich von 1701 wurde Mecklenburg erneut aufgeteilt, diesmal in Mecklenburg-Schwerin und Mecklenburg-Strelitz, wobei das formal weiter bestehende Güstrower Herzogtum zwischen beiden aufgeteilt wurde; der Schweriner Herzog übte die daran weiter haftende Stimme auf den Reichstagen aus. 
1795 musste der Ostflügel des Schlosses schließlich wegen Baufälligkeit abgebrochen werden. Ab 1800 erfolgte die Nutzung als Kriegslazarett und ab 1817 als Landarbeitshaus, hier wurden nach der Bauernbefreiung nicht versorgte Personen untergebracht. Später wurde das Schloss in ein Altenheim umgewandelt. Im Rahmen dieser Nutzungen wurde die alte, prachtvolle Ausstattung vielfach umgebaut oder auch zerstört.
Seit 1972 wird das Schloss Güstrow als Museum für norddeutsche Kunst des Mittelalters, Jagd- und Prunkwaffen und zeitgenössische Kunst genutzt. Es ist heute einer der Standorte des Staatlichen Museums Schwerin.

## Baugeschichte
Ein erneuter Brand zerstörte 1586 auch den Nordflügel der alten Burg. Von 1587 bis 1591 wurde der Nordflügel des Schlosses nach Entwürfen des Niederländers Philipp Brandin erbaut. Im Jahr 1594 erweiterte man den Bau um den Ostflügel, nach Entwürfen von Claus Midow. Von 1628 bis 1630 war das Schloss Güstrow die Residenz von Wallenstein. Mit dem Bau von Torhaus und Schlossbrücke durch Charles Philippe Dieussart wurde 1671 der Schlossbau abgeschlossen.
Das Schloss wurde als programmatische Synthese älterer einheimischer Schlösser (unregelmäßiges Erscheinungsbild, Turmarchitektur und deren Anordnung, vgl. z. B. Meißen, Torgau, Heidelberg) und Motiven italienischer und französischer Renaissancearchitektur gestaltet. Es handelt sich um einen aufwändig verputzten Backsteinbau, der an den Fassaden und im Inneren zahlreiche Formelemente aus der Antike (Säulenordnung, Rustika) aufnimmt und sie durchaus neu kombiniert. Die verwendeten Muster des Außenbaus werden auch im Inneren an den Deckenstuckaturen und in den Mustern der Fußböden wieder aufgenommen. Besonders erwähnenswert sind der stuckierte Ahnen- und Hirschfries (1570er Jahre, Christoph Pahr) und die Deckenstuckaturen von 1620 des Stuckateurs Daniel Anckermann im Festsaal des Schlosses. Beide sind teilweise mit aufgesetzten Figuren verziert.
Von 1963 bis 1978 erfolgte durch die DDR eine umfassende Restaurierung des Schlosses. Der Schlosspark im Stil eines Renaissancegartens wurde ebenfalls restauriert und gehört zu den seltenen Beispielen einer solchen Gartenanlage in Deutschland.

## Heute
Das Schloss ist sanierungsbedürftig. In der Vergangenheit wurden Bereiche des Schlosses gesperrt, weil Bestandteile der Fassade und des Daches herunterzustürzen drohten. Die Sanierungsarbeiten haben 2019 begonnen. Die Fertigstellung von Dach und Fassade ist für Ende 2025 geplant.

## Galerie

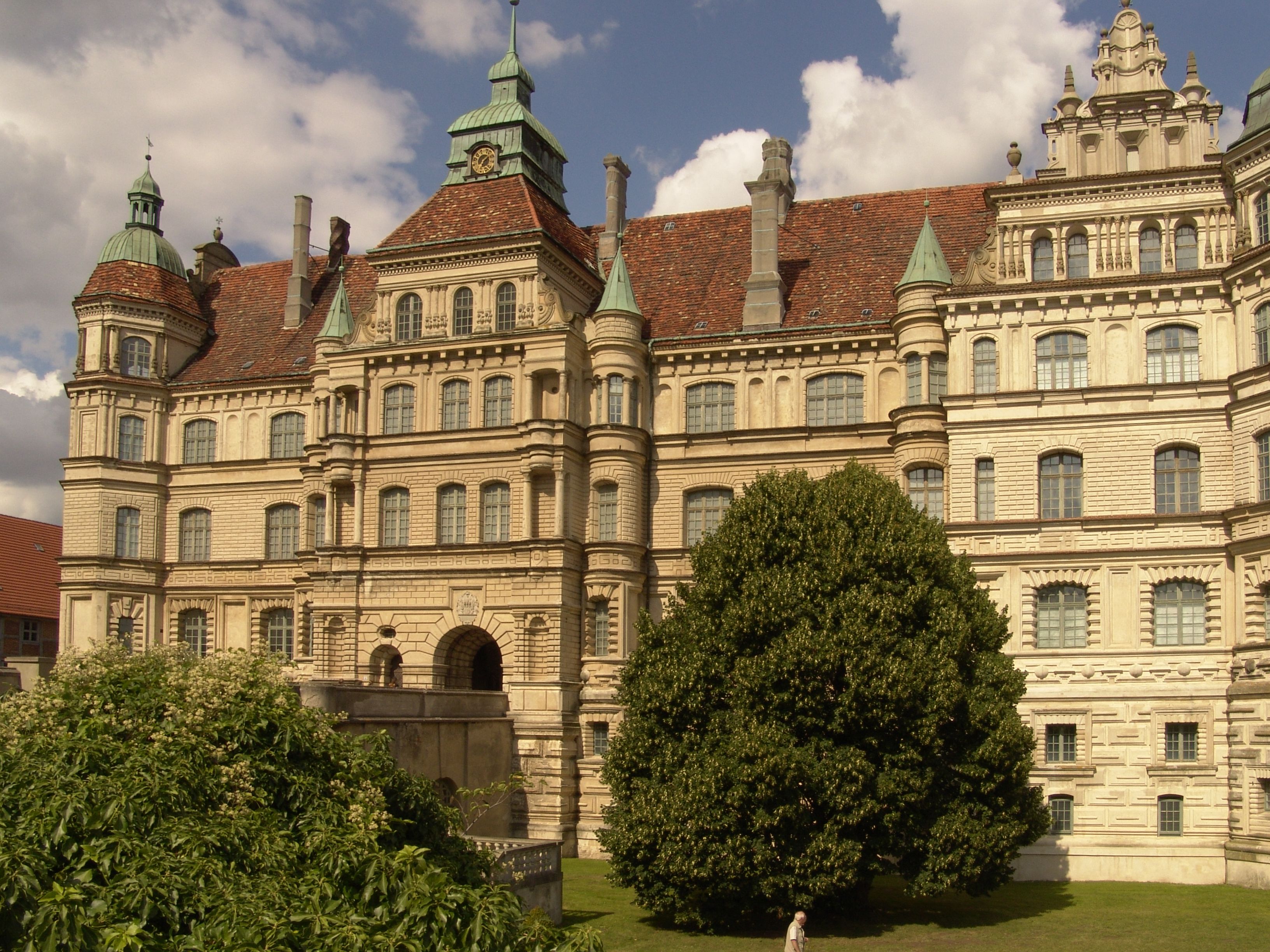
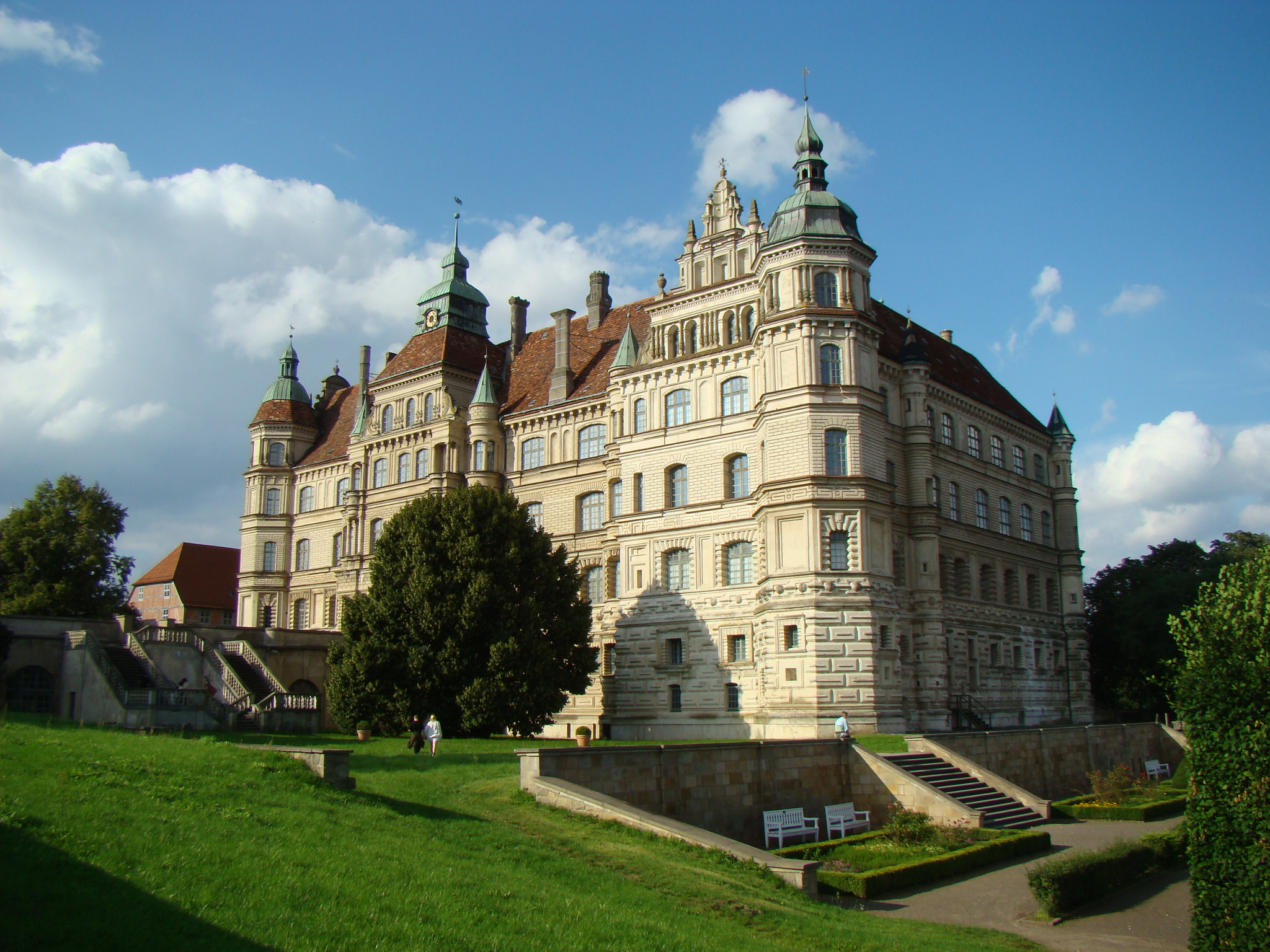
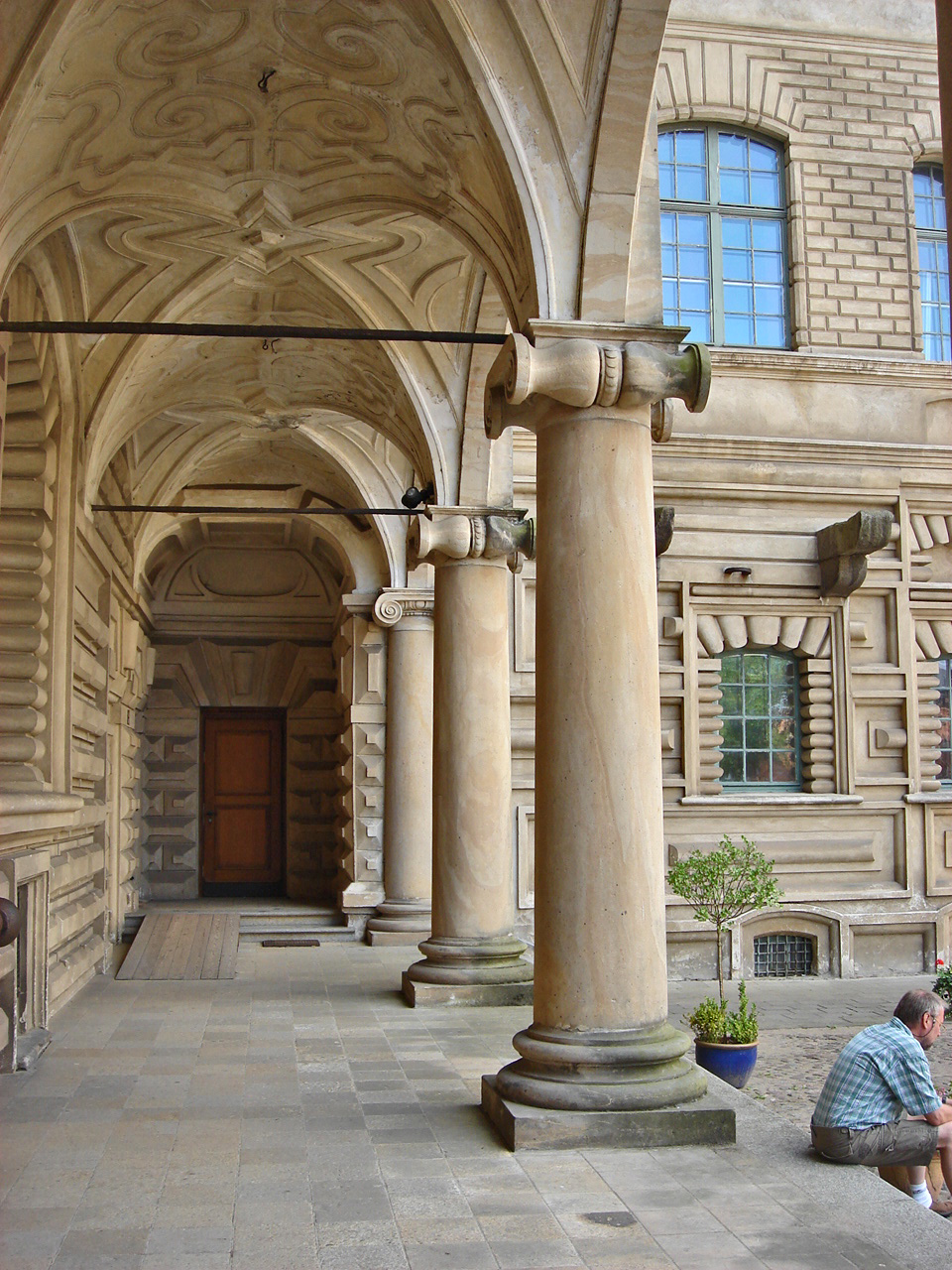
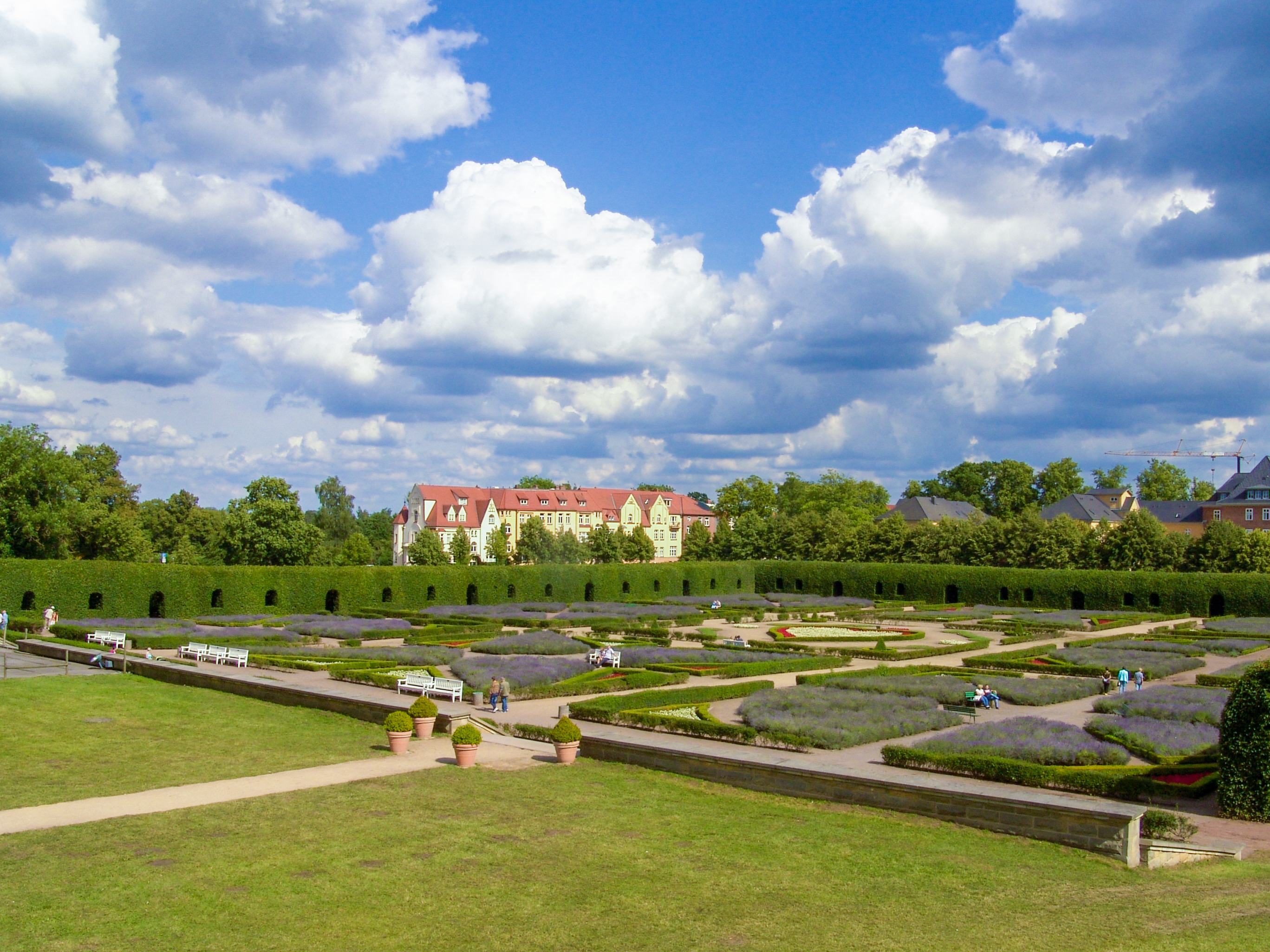
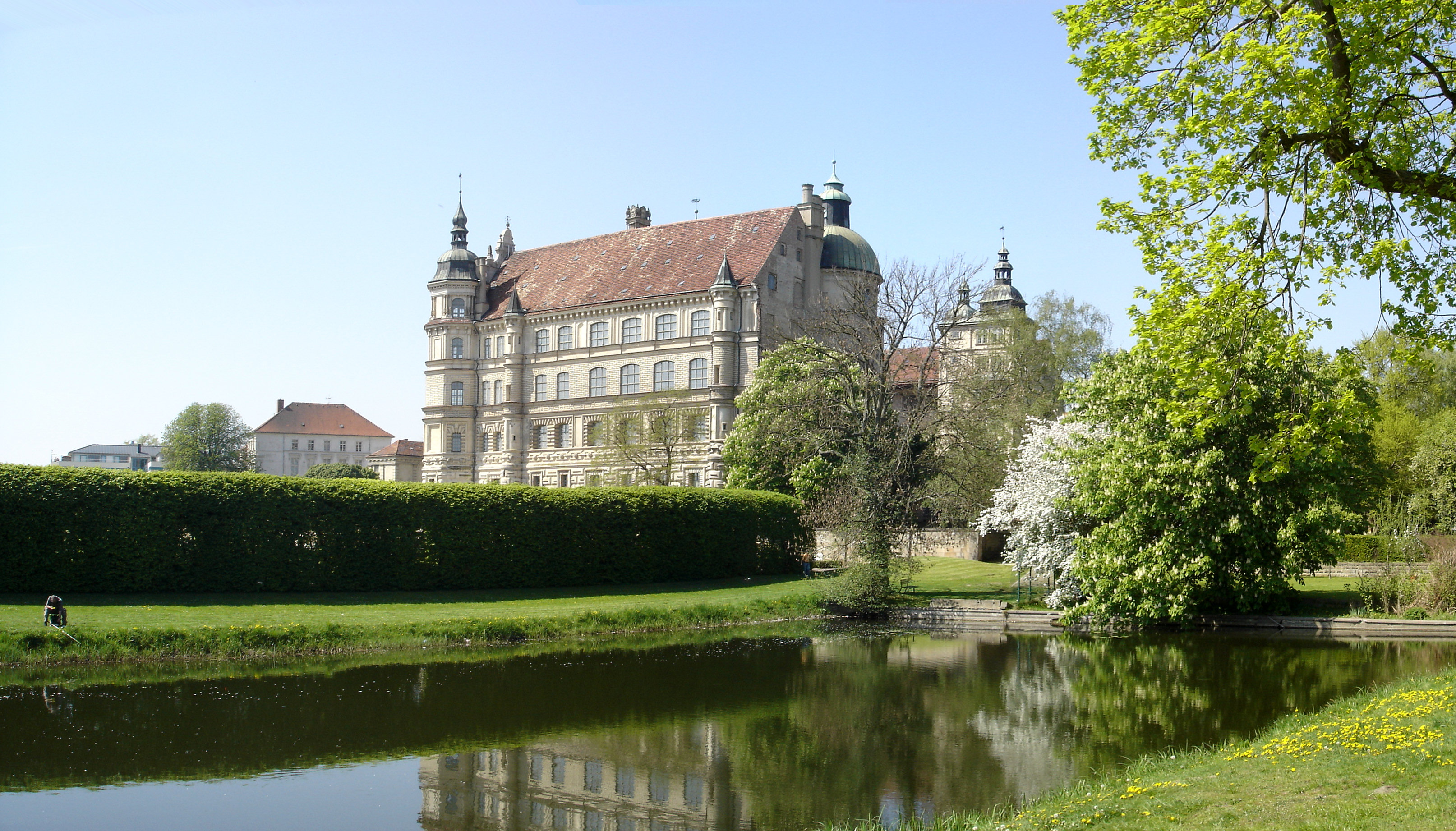

### Gedruckte Quellen
- Mecklenburgische Jahrbücher (MJB)

### Ungedruckte Quellen
- Landeshauptarchiv Schwerin (LHAS)
  - LHAS 2.21-1 Geheimes Staatsministerium und Regierung. Nr. 8034, 5896
  - LHAS 10.34-3 Bezirksleitung der SED Schwerin. Nr. 2757, Restaurierung Schloss Güstrow.